# Esteban Calderón
Esteban Calderón Brenes (n. San José, 5 de septiembre de 1987) es un compositor, cantante y guitarrista de pop costarricense. Su primer sencillo ¿Y cómo hago ahora?, de su disco debut "Después del Uno", salió al mercado costarricense a mediados de 2009. Además, fue nominado como artista costarricense del año (2009) por la radiomisora internacional Los 40 Principales.
Desde el Lanzamiento de ¿Y cómo hago ahora?, Esteban ha tenido una constante presencia en los medios de comunicación nacionales, otorgando entrevistas a las cadenas más importantes de televisión, radio y prensa escrita, como los periódicos La Nación, La Prensa Libre, Al Día, y Vuelta en U entre otros. Su video tuvo una altísima rotación en VM Latino, Canal 2 y 4Music, además entró a la programación internacional del canal mexicano de videos musicales Telehit. Este video también le permitió ingresar al conteo "Los 10+pedidos" de la cadena MTV Latinoamérica.
El 2009 fue un año rodeado de éxito para Esteban, tuvo participación en eventos importantes como la Teletón de Costa Rica, el Concierto de la Marcha por la Paz y la No Violencia, El Día Mundial de la Lucha contra el sida y el Concierto de los Nominados a Artista del Año por Los 40 Principales.
El 2010 se muestra como un gran año donde Esteban se ha consolidado como artista. Inició el año con su presentación en el Evento 40, compartiendo escenario con artistas internacionales como Fonseca, Fanny Lu y Chenoa. Luego su disco "Después del Uno" obtuvo 6 nominaciones a los Premios ACAM, los más importantes de la industria musical en Costa Rica, convirtiéndose así en el artista con más nominaciones para dicha edición. Los Premios que Esteban y su productor Alberto Ortiz ganaron fueron: Compositor/Autor del Año - Música Pop, Productor del Año e ingeniero de grabación del año.
Esteban lanzó en abril de 2010 su segundo sencillo "Si tú eres así", el cual también cuenta con un videoclip producido por Clipis Films, misma empresa responsable de su primer video.
A principios del 2011, lanzó su tercer sencillo llamado "No te puedo Ver", también parte de su disco "Después del Uno". La canción es una fusión moderna de pop y reggae y vino acompañada de un video fresco con aire de verano.

## Biografía Oficial
Esteban Calderón podrá ser un nombre nuevo en la escena local, pero su romance con la música se prolonga desde su más temprana infancia.
Empezó a estudiar piano desde los 3 años pero al acercarse a la adolescencia, la rebeldía tan característica de esa edad lo impulsa a buscar un instrumento más congruente con sus impulsos artísticos; la batería.
Con el pasar del tiempo sus necesidades como compositor lo llevan a dedicarse de lleno a conocer la guitarra, convirtiéndose esta en el vehículo que le va a permitir asumir la parte estructural de su música. Lógicamente el canto vendría más adelante a complementar esta búsqueda en la manera de llevar un mensaje y un sentimiento a los demás.
"En su nueva faceta como guitarrista y cantante, empieza a escribir sus primeras canciones; piezas acústicas muy instintivas dentro de las cuales destaca ¿Y Cómo Hago Ahora?, la cual llegaría a convertirse en la punta de lanza de su carrera como artista y su álbum debut – Y es lógico que así haya sido, pues resulta difícil escuchar esta canción y no quedar atrapado en la alegría que provoca el crear música.
Estas primeras creaciones sirven como punto de partida para ir evolucionando hacia un trabajo más maduro y elaborado en el plano armónico y melódico, que se ve plasmado en canciones como No Te Puedo Ver y Si Tú Eres Así.
En estos momentos Esteban se encuentra en plena promoción de lo que es su álbum debut; Después del Uno, con el cual busca causar una honesta impresión en todo aquel que se acerque a apreciar su arte.
Este no está enfocado en ningún estilo en particular, pero permanece cercano a la universalidad que determina la esencia del pop, y es así como se dedica a mezclar diferentes géneros musicales al tiempo que rescata lo simple de lo acústico en gran parte de su material, tal es el caso del tema “No Te Puedo Ver” donde se fusionan el pop y el reggae, resultando en una tonada irresistiblemente pegajosa.
Sus creaciones son juveniles y alegres himnos, que es un verdadero deleite escuchar. Están cargadas de emoción y son transportes inmediatos a estados de ánimo y a estimulantes paisajes que rondan nuestros recuerdos.
El productor Alberto Ortiz le da una mano y logra convertir las sencillas composiciones de Calderón en una invitadora y muy bien lograda colección musical. Esteban es un muchacho como cualquier otro y sus sentimientos más naturales son indudablemente cándidos, abordando así la temática cotidiana de un joven de 23 años.
Y es así como este artista se integra a nuestra muy nutrida y rica escena musical con una propuesta fresca y directa, que sin lugar a dudas dará de que hablar por un buen rato…" - www.estebancalderon.com

## Discografía
Esteban lanzó al mercado su disco debut "Después del Uno" a mediados de 2009.
"El álbum debut del joven cantautor costarricense Esteban Calderón tiene como hilo conductor una historia de desamor que sirvió para coser con fuerza todos los 10 temas que lo componen. Sus letras personales, con las que todos nos podemos identificar, se mezclan con una variedad de ritmos en los que no pueden faltar las baladas pop, el rock y hasta el reggae se asoma en una de las composiciones." - Gerardo González, La Nación.

### Discos
- Después del Uno (2009)

### Sencillos
- ¿Y cómo hago ahora? (2009)
- Si tú eres así (2010)
- No te puedo ver (2011)

## Premios
| Año  | Premio                 | Categoría                                  | Estado   |
| ---- | ---------------------- | ------------------------------------------ | -------- |
| 2009 | Premios 40 Principales | Artista del Año - Costa Rica               | Nominado |
| 2010 | Premios ACAM           | Compositor/Autor del Año - Música Pop      | Ganador  |
| 2010 | Premios ACAM           | Artista Revelación del Año                 | Nominado |
| 2010 | Premios ACAM           | Artista con Mayor Proyección Internacional | Nominado |